# Pierre Fritel
Pierre Fritel fue un escultor, grabador y pintor francés, nacido el 5 de julio de 1853 en París y fallecido el 7 de febrero de 1942 en la misma ciudad.

## Datos biográficos
Fue alumno de Aimé Millet y Alexandre Cabanel .
Ganó el Segundo Gran Premio de Roma , y expuso en el Salón de París a partir de 1876 .
En sus pinturas, trató sobre todo temas religiosos (un mártir), históricos (Los Conquistadores ,) y mitológicos .
Pintó decoraciones murales, entre ellas las de la basílica de San Martín de Tours junto al pintor Adrien Lavieille. 
También trabajó a las órdenes del arquitecto Victor Laloux, en la decoración de edificios.

## Obras

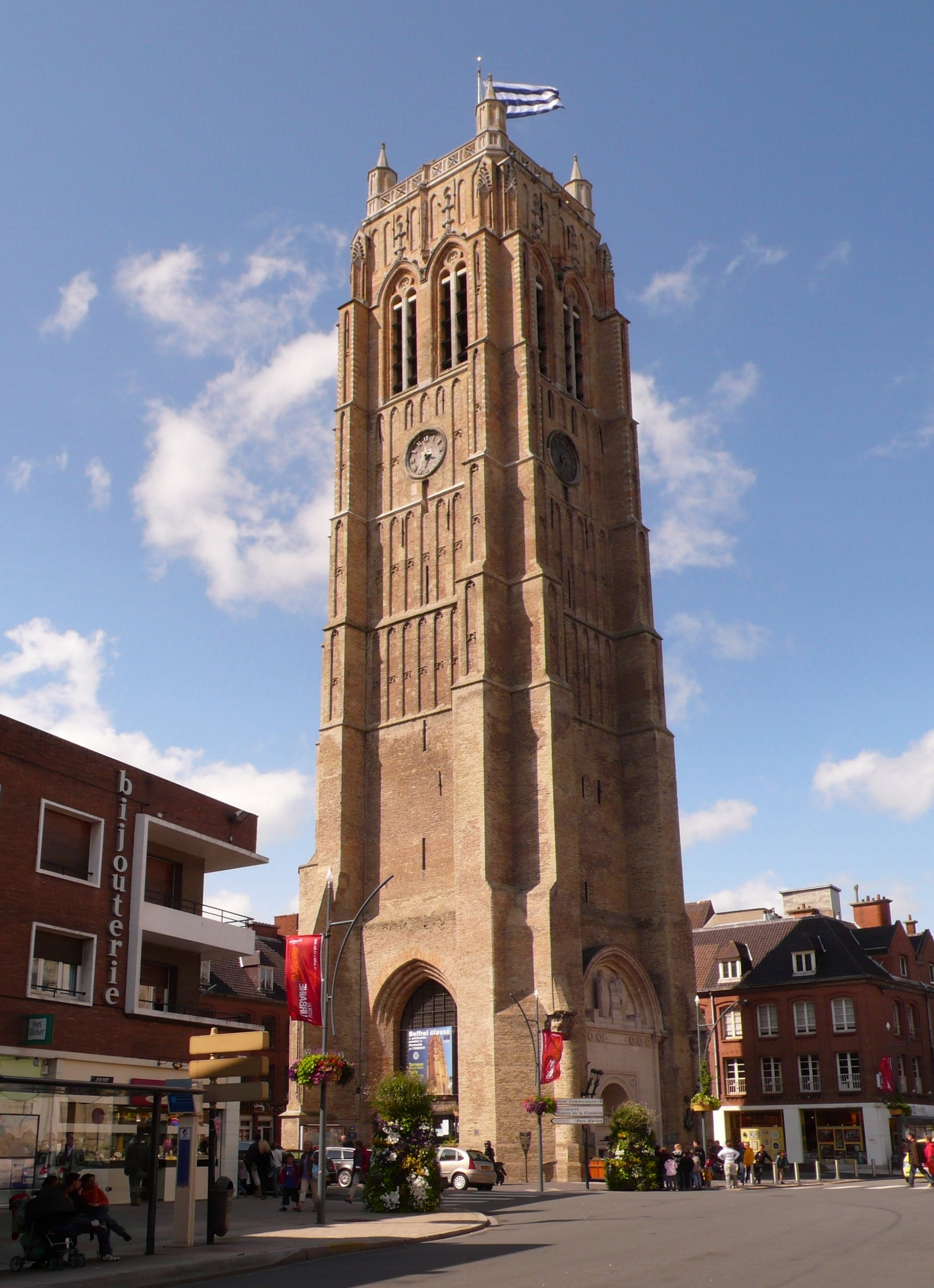
Campanario de Dunkerque, en cuya base se encuentra el monumento a los muertos de la Gran Guerra, obra de Fritel

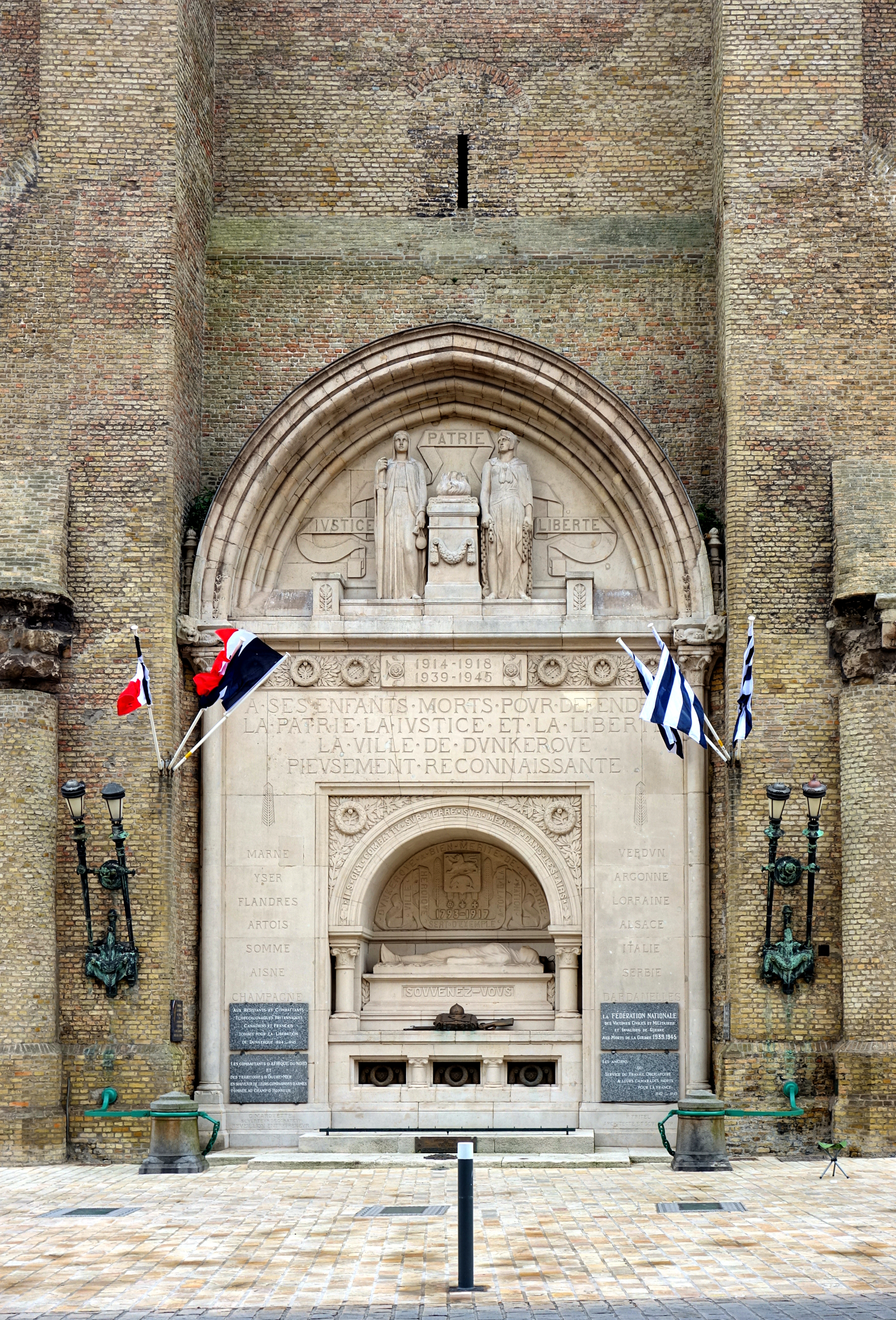
Dunkerque monument aux morts de Pierre Fritel

Entre las mejores y más conocidas obras de Pierre Fritel se incluyen las siguientes:
- un mártir-Un martyr,[1] pintura de temática religiosa. Ambert
- Los Conquistadores - Les Conquérants, pintura de temática histórica , Lucerna[2]
- Cenotafio a la memoria de los muertos de la Gran Guerra en la base del campanario de Dunkerque, inaugurado el 15 de abril de 1923.